# Yamdena
Yamdena is een eiland in de Arafurazee. Het is het grootste van de Tanimbareilanden. Twee derde van het eiland is bedekt met tropisch regenwoud, echter het regenwoud wordt minder door de houtkap. Dit vormt een bedreiging voor een aantal endemische diersoorten van de Tanimbareilanden waaronder de alleen op dit eiland voorkomende yamdenastruikzanger (Horornis carolinae synoniem:Cettia carolinae).
Op en rond dit eiland wordt het Yamdena gesproken.